# ماتياس رويز
ماتياس رويز (بالإسبانية: Matías Ruiz)‏ هو ملحن إسباني، ولد في 1665، وتوفي في 1702.